# Alpenzoo Innsbruck
L'Alpenzoo Innsbruck (« zoo des Alpes » en français) est un parc zoologique autrichien situé à Innsbruck ne présentant que les animaux indigènes aux Alpes.
La collection contient des espèces rarement présentées dans les zoos comme les tichodromes échelettes, les martres des pins ou les ibis chauves. Le parc est situé à une altitude de 750 m. L'accès est possible par le funiculaire « Hungerburgbahn ».